# رایشرامینگ
رایشرامینگ (به آلمانی: Reichraming) یک منطقهٔ مسکونی در اتریش است که در ناحیه استیر لند واقع شده‌است. رایشرامینگ ۱۰۲ کیلومتر مربع مساحت دارد ۳۵۶ متر بالاتر از سطح دریا واقع شده‌است.